# Centro respiratorio

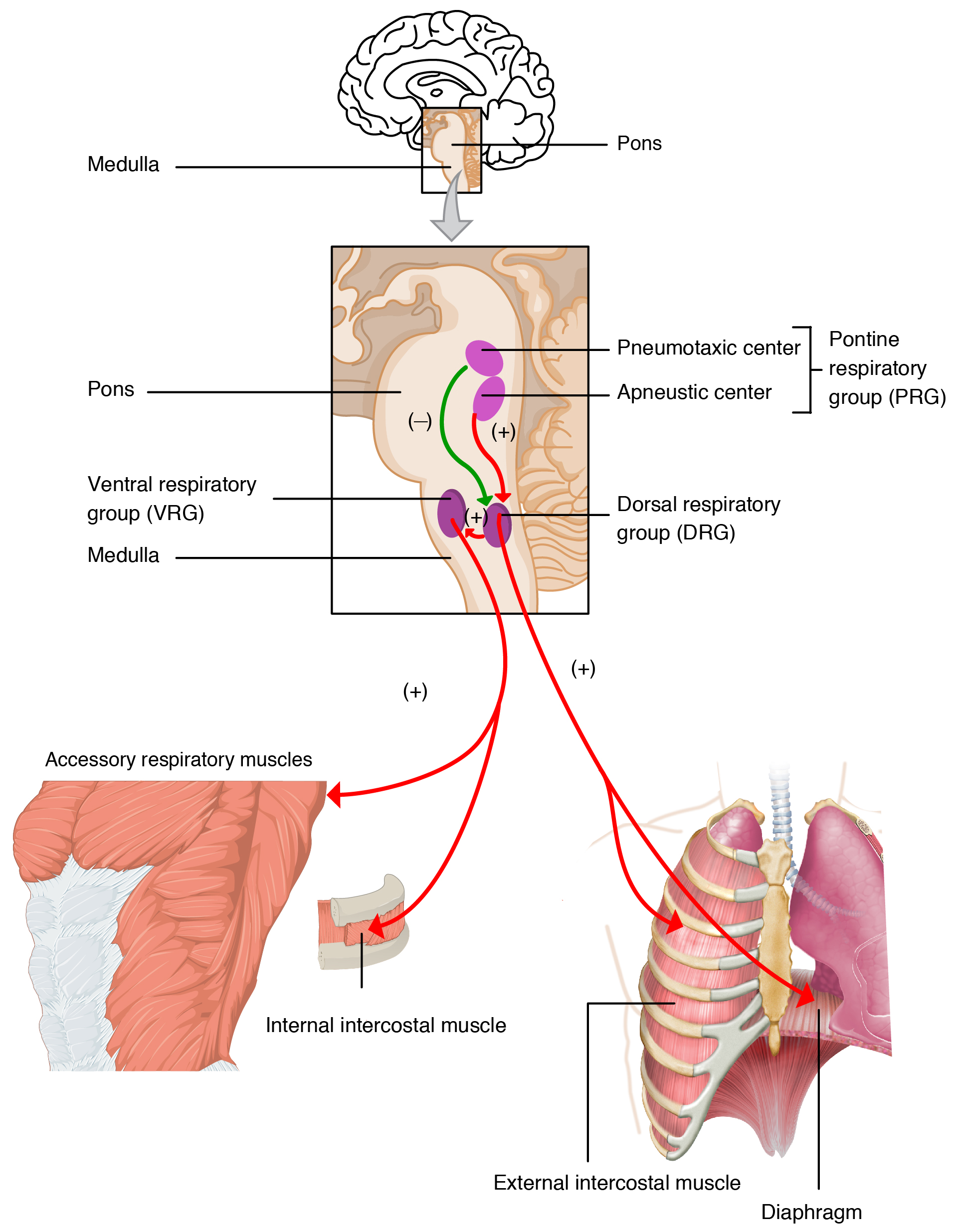
Grupos respiratorios en el centro respiratorio y su influencia

El centro respiratorio (CR) se encuentra en el bulbo raquídeo (médula oblonga), que es la parte más baja del tronco del encéfalo. El CR recibe señales de control de sustancias químicas, neuronales y hormonales y controla la velocidad y la profundidad de los movimientos respiratorios del diafragma y otros músculos respiratorios. La lesión a este centro puede llevar a una insuficiencia respiratoria central, que requiere ventilación mecánica, pero por lo general el pronóstico es grave.
En los individuos saludables la presencia de niveles elevados de dióxido de carbono en la sangre es el estimulante al que el CR responde con el fin de dar la señal a los músculos respiratorios. 
Los quimiorreceptores encontrados en los cuerpos carotídeos y aórticos son responsables de la detección de este dióxido de carbono.
Los individuos que sufren de la enfermedad pulmonar obstructiva crónica por lo general tienen un nivel crónicamente elevado de dióxido de carbono presente en su sangre debido a su función pulmonar disminuida. Como resultado, sus quimiorreceptores específicos se desensibilizan a la hipercapnia y en su lugar responden a una cantidad disminuida de oxígeno presente.
Los grupos de células nerviosas en el cerebro que regula la respiración rítmica son conocidos colectivamente como centros respiratorios.